# Кицикис, Димитрис
Димитрис Кицикис (Δημήτρης Κιτσίκης, Dimitri Kitsikis) (2 июня 1935 — 28 августа 2021) — греческий историк, специалист по международным отношениям и истории Балкан, профессор Оттавского университета, действительный член Канадской академии, издатель журнала «Промежуточный Регион» (Ἐνδιάμεση Περιοχή, на греческом языке). Выступал в роли советника президента Турции Тургута Озала по вопросам греко-турецких отношений.

## Биография
Сын ректора Афинского Политехнического университета Никоса Кицикиса, происходит из семьи греческих интеллектуалов и профессионалов, известной ещё с XIX века. Его дядей, в частности, является выдающийся греческий архитектор Костас Кицикис. Во время Гражданской войны в возрасте 12 лет был направлен в школу-интернат в Париже, поскольку его мать, боец армии коммунистов, была осуждена на смерть. С 1958 года Кицикис несколько раз посетил Китай, где стал убежденным маоистом.
В мае 1968 года был исключен из французского университета как участник майских беспорядков.
В 1970 году его пригласил на работу Университет Оттавы, где он сначала получил должность преподавателя, а затем и профессора. С тех пор живёт и работает в Оттаве, а также в Афинах. С 1970-х годов он преподает китайскую и турецкую историю, политическую идеологию и геополитику в ряде университетов на Западе, а также в университете Богазичи в Стамбуле и Билькент в Анкаре, где стал одним из ближайших друзей и советников Президента Турецкой Республики Тургута Озала. В Греции Димитрис Кицикис был научным сотрудником Национального института социальных исследований и преподавал в американском колледже Deree в Афинах. Активно публикуется в греческой прессе, а с 1996 года ежеквартально издавал в Афинах собственный геополитический журнал «Ἐνδιάμεση Περιοχή» («Срединный регион»), названный в соответствии со своей геополитической концепцией.

## Политические идеи
Одной из главных идей Д. Кицикиса ещё с 1960-х годов является примирение греков и турок в результате объединения их в греко-турецкой конфедерации, по сути возрожденной Османской империи. Эту идею он продвигает путём воздействия на государственных деятелей, политиков, журналистов, художников и мыслителей в обеих странах. Его книги стали бестселлерами в Турции и получили высокую оценку со стороны Премьер-министра Турции. Он поддерживал тесные личные отношения с премьер-министрами Греции Константиносом Караманлисом-старшим и его турецким коллегой Тургутом Озалом, а также с китайскими лидерами Мао Цзэдуном и Дэн Сяопином. В Греции его книги вызвали оживленные научные дискуссии и даже парламентское обсуждение, поскольку затрагивали такие щекотливые вопросы, как «порабощение» греков турками, в частности сомнительный исторический миф «тайных школ».
Четыре основные концепции Кицикиса, характеризующие его подход к греко-турецкой истории:
- Промежуточный регион (Ἐνδιάμεση Περιοχή) — цивилизация, которая тянется от Адриатического моря до реки Инд, между евро-американским Западом и индо-китайским Востоком.[17][18]
- Восточная партия (Ἀνατολικὴ Παράταξις) и Западная партия (Δυτικὴ Παράταξις) как антагонистическая пара;[19]
- Эллинотюркизм (Ἑλληνοτουρκισμός) как идеология и феномен культуры, развившийся в течение последнего тысячелетия;[20]
- Бекташи-алевитское религиозное происхождение Османской империи, исламизация которой происходила бок о бок с секуляризацией и вестернизацией.[21]

В своей теории он уделяет огромное внимание бекташизму, поскольку считает, что будущее политическое сотрудничество между Афинами и Анкарой должно основываться на религиозном сотрудничестве между бекташизмом и православием. В целом он полагает, что религия является важной составляющей международного Православия и стремится к налаживанию сотрудничества иудаизма, христианства, ислама и индуизма.
Д. Кицикис считает Грецию краеугольным камнем планетарной цивилизации, протестуя против современных реформ и защищая дальнейшее использование политонического письма. Греческую цивилизацию считает основой человеческой культуры и за равную ей признает лишь китайскую цивилизацию.
Резко отрицательно относится к парламентаризму, противопоставляя ему модель «народовластия» («λαοκρατία»), основанную на византийских образцах.
Сторонник «третьей идеологии», основанной на синтезе либерализма, фашизма и коммунизма.

## Поэтические труды
Автор шести поэтических сборников, в 1991 году удостоен премии греко-турецкой дружбы имени Абди Ипекчи, турецкого журналиста, который был застрелен террористами. Стихи из его поэтических сборников вошли в состав антологии 32 канадских поэтов.

## Фонд Димитриса Кицикиса
Указом Президента Греческой республики от 5 сентября 2008 года в Афинах функционирует Фонд Димитриса Кицикиса с библиотекой и архивом. 

Gazette of the Government of Greece (ΦΕΚ) A 190